# Радновце
Радновце (словац. Radnovce, угор. Nemesradnót) — село, громада в окрузі Рімавска Собота, Банськобистрицький край, Словаччина. Кадастрова площа громади — 8,32 км². Населення — 928 осіб (за оцінкою на 31 грудня 2017 р.).
Знаходиться за ~14 км на південний схід від адмінцентру округу міста Рімавська Собота.
У селі є бібліотека, дитячий садок, початкова школа, футбольне поле.

## Історія
Перша згадка 1332 року як Radnotfalva. Історичні назви: з 1427-го як Rathoultfalwa, Radnothfalua, з 1430-го як Radnolthfalwa, з 1920-го — Radnovce, угор. Rádnót, Nemesradnót.
1828 року село мало 113 будинків і 922 мешканців.
У 1938—1944 рр. перебувало у складі Угорщини.

## Географія
Радновце розташоване на Рімавскій котловині на ниві Блгу. Висота в центрі села — 164 м, на території громади — від 163 до 282 м над рівнем моря.

## Транспорт
Автошлях 2798 (Cesty III. triedy) Батка (I/16) — Рімавска Сеч (II/571).

## Населення
| Рік:            | 1994. | 2004.    | 2014.    | 2024.    |
| --------------- | ----- | -------- | -------- | -------- |
| Кількість осіб: | 585   | 695      | 881      | 1020     |
| Різниця:        |       | +18,80 % | +26,76 % | +15,77 % |

| Рік:            | 2023. | 2024.   |
| --------------- | ----- | ------- |
| Кількість осіб: | 1034  | 1020    |
| Різниця:        |       | -1,35 % |

## Пам'ятки
- Kúria klasicistická першої половини 19 століття, перебудована наприкінці 19-го століття.
- Реформистський костел, збудований в історичному стилі 1875 року.

## Відомі особи
Уродженці
- Лайош Поса[d] (угор. Lajos Pósa; 1850—1914) — угорський письменник і поет.